# Polypsecadium magellanicum
Polypsecadium magellanicum är en korsblommig växtart som först beskrevs av Antoine Laurent de Jussieu och Christiaan Hendrik Persoon, och fick sitt nu gällande namn av Al-shehbaz. Polypsecadium magellanicum ingår i släktet Polypsecadium och familjen korsblommiga växter. Inga underarter finns listade i Catalogue of Life.